# Кубок світу з біатлону 2018—2019 — етап 9
Дев'ятий етап Кубка світу з біатлону 2018—19 відбувається в Голменколлені, Осло, Норвегія з 22 по 24 березня 2019 року. До програми етапу буде включено 6 гонок:  спринт, гонка переслідування та мас-старт у чоловіків та жінок.

## Гонки

### Чоловіки
| Гонка:                 | Золото:                      | Час               | Срібло:                | Час               | Бронза:                   | Час               |
| Спринт 10 км           | Йоганнес Тінгнес Бо Норвегія | 24:39.9 (0+1)     | Лукас Гофер Італія     | 25:11.6 (0+0)     | Кантен Фійон Майє Франція | 25:14.9 (0+0)     |
| Переслідування 12,5 км | Йоганнес Тінгнес Бо Норвегія | 32:15.6 (0+2+0+1) | Тар'єй Бо Норвегія     | 32:29.5 (0+0+0+1) | Арнд Пайффер Німеччина    | 32:33.8 0+0+1+0)  |
| Мас-старт 15 км        | Йоганнес Тінгнес Бо Норвегія | 37:25.6 (0+0+0+0) | Арнд Пайффер Німеччина | 37:44.8 (0+0+0+0) | Бенедікт Долль Німеччина  | 38:03.6 (1+0+0+1) |

### Жінки
| Гонка:               | Золото:                       | Час               | Срібло:                   | Час               | Бронза:                     | Час               |
| Спринт 7,5 км        | Анастасія Кузьміна Словаччина | 19:56.2 (1+0)     | Франциска Пройс Німеччина | 20:17.4 (0+0)     | Пауліна Фіалкова Словаччина | 20:21.3 (0+0)     |
| Переслідування 10 км | Анастасія Кузьміна Словаччина | 28:25.9 (0+0+0+0) | Деніз Геррманн Німеччина  | 30:08.7 (1+0+0+1) | Ганна Еберг Швеція          | 30:27.0 (0+0+0+1) |
| Мас-старт 12,5 км    | Ганна Еберг Швеція            | 35:56.2 (0+0+1+1) | Тіріль Екгофф Норвегія    | 35:57.5 (0+0+2+1) | Клер Іган США               | 36:06.6 (0+0+0+1) |